# Raymond Smullyan

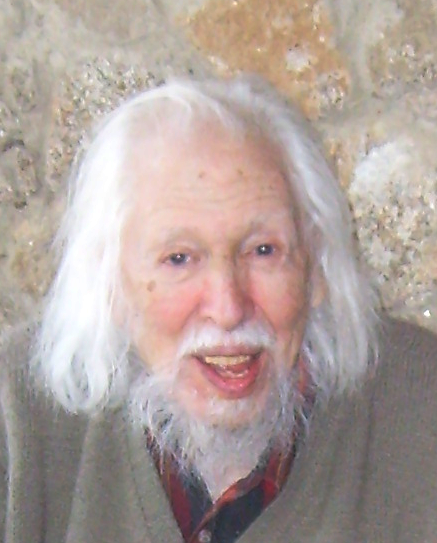
Raymond Smullyan (2008)

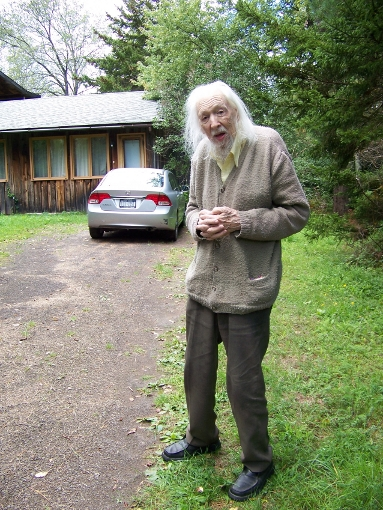
Raymond Smullyan, 2012

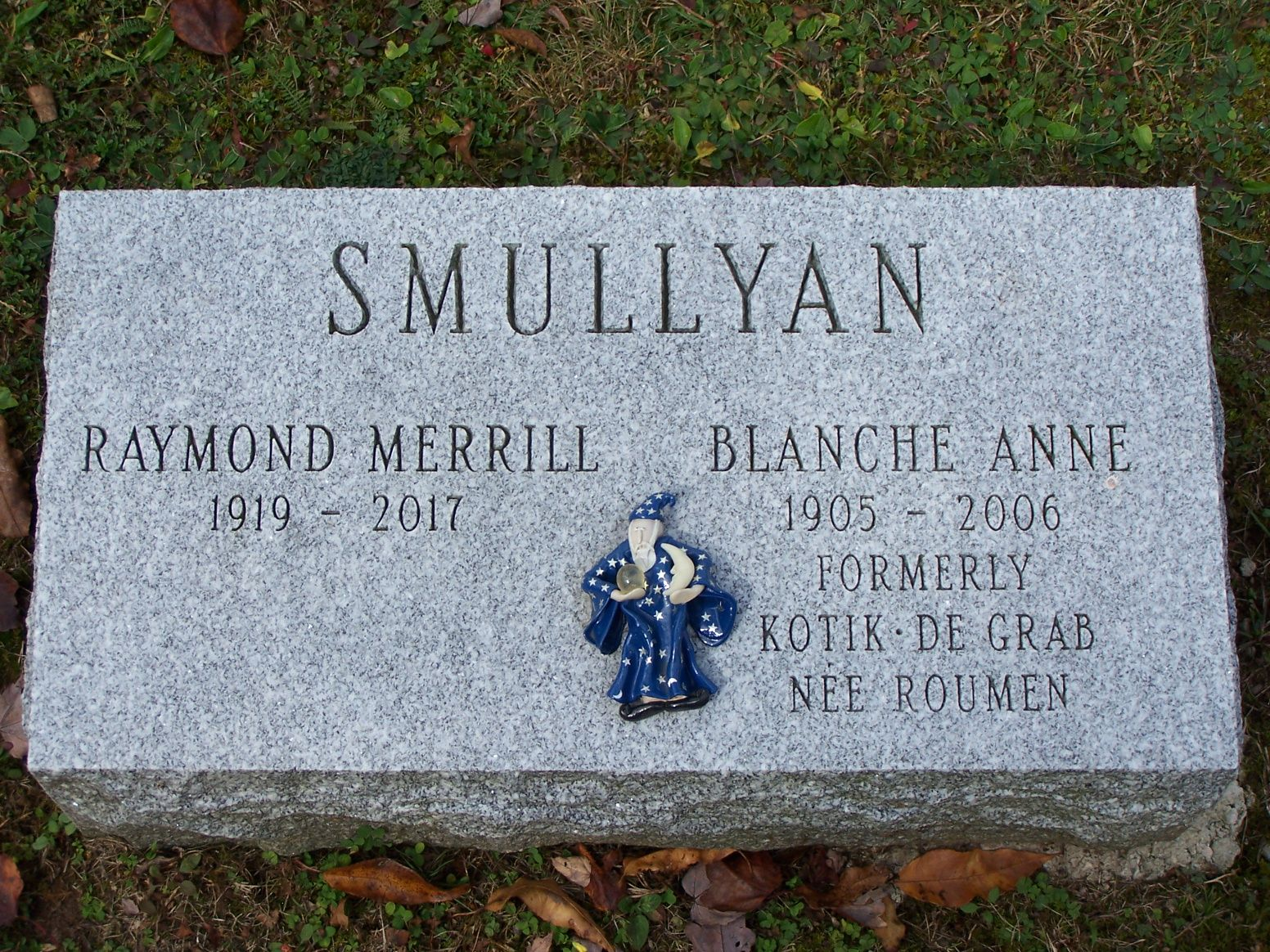
Grabstein Raymond Smullyans

Raymond Merrill Smullyan [ˈsmʌliən] (* 25. Mai 1919 in Far Rockaway, Queens, New York City; † 6. Februar 2017 in New York City) war ein US-amerikanischer Mathematiker und Logiker, der vor allem durch seine populärwissenschaftlichen Bücher mit logischen Rätseln und philosophischen Geschichten bekannt wurde.

## Leben
Raymond Smullyan wurde in Far Rockaway geboren, das auf der zu Queens gehörigen Halbinsel Rockaway liegt. Er entstammte einer osteuropäischen jüdischen Familie. Seine Eltern waren Isidore Smullyan (1877–1953) und Rosina Freeman Smullyan (1878–1961).
In seiner Jugend interessierte er sich gleichermaßen für Musik und Mathematik, doch verließ er die High School ohne Schulabschluss. Nach seiner Ausbildung als Pianist, unter anderem bei Gunnar Johansen an der University of Wisconsin–Madison, arbeitete er zunächst als Klavierlehrer am Roosevelt College in Chicago. Als ihn eine Tendinitis-Erkrankung im rechten Arm zur Aufgabe dieser Tätigkeit zwang, wandte er sich der Mathematik zu. Er wechselte mehrfach die Universitäten, unter anderem studierte er bei Rudolf Carnap an der University of Chicago. Seinen Lebensunterhalt verdiente er als Zauberkünstler in Nachtklubs. Erst 1955 erhielt er in Mathematik den Bachelor of Science von der University of Chicago. Die Verleihung basierte teilweise auf Kursen, die Smullyan am Dartmouth College unterrichtet hatte. Schließlich schloss er das Mathematikstudium doch noch ab, als er 1959 mit einer von Alonzo Church betreuten Dissertation über die Theory of formal systems von der Princeton University zum Ph.D. promoviert wurde.
Seit 1961 war Smullyan Professor für Mathematik, unter anderem an der Yeshiva University, am Lehman College und am Graduate Center der City University of New York. Nach seiner Emeritierung durch die City University of New York im Jahr 1982 wurde er zum Professor der Philosophie an der Indiana University berufen. Zu seinen Doktoranden zählt Melvin Fitting.
1962 hielt er einen Vortrag auf dem Internationalen Mathematikerkongress in Stockholm (Analytic natural deduction). 1982 war er zu Gast bei Johnny Carson in der Tonight Show.
Seine Frau starb 2005 im Alter von 100 Jahren. Auch nach ihrem Tod gab Smullyan im hohen Alter das Klavierspiel sowie die Zauberkunst nicht auf, nahm weiterhin am gesellschaftlichen Leben teil, hielt Vorträge und blieb konversationsfreudig.
Auf die Frage, ob er eine religiöse Person sei, antwortete Smullyan – der betonte, nicht religiös erzogen worden zu sein – „I dont know the answer. Because my views vary from hour to hour, I'm totally not consistent at all on my views on religion.“
Er selbst starb 2017 im Alter von 97 Jahren.

## Werk

### Logik
Smullyan beschäftigte sich mit logischen Rätseln, häufig tauchen Paradoxa auf. Die Rätsel sind in der Umgebung von Rittern und Schurken, Tag- und Nachtrittern und anderen abstrakten Gesellschaften angesiedelt. Smullyan ist unter anderem der Urheber des „Schwierigsten Rätsels der Welt“.

### Schachkomposition
Nur scheinbar paradox ist die retroanalytische Lösung seiner Schachaufgabe, in der ein Doppelschach vorkommt, ohne dass eine der beiden Schach bietenden Figuren zuletzt gezogen hat.

### Theologie
Sein kurzer, als Dialog gestalteter Aufsatz „Ist Gott ein Taoist?“ handelt von einem Zwiegespräch zwischen Gott und einem Sterblichen. Darin wird ausgeführt, dass die Existenz fühlender Wesen unvermeidlich den freien Willen nach sich ziehe und damit die Möglichkeit der Entscheidung für oder gegen das Böse, hier definiert als Handlung, die anderen fühlenden Wesen Leid zufügt. Daher sei es auch Gott logisch unmöglich, eine Welt mit fühlenden Wesen zu erschaffen, in der das Böse nicht existiert, genauso wenig wie es ihm möglich sei, ein Dreieck in der Ebene zu erschaffen, dessen Winkelsumme nicht 180° beträgt. Das Problem des Bösen, das gute Menschen ohne erkennbare Ursache erleiden, wird nicht an sich thematisiert, allerdings werden die Themen Reinkarnation und Karma mittelbar angesprochen. Gott sehe jeden Menschen als in Entwicklung begriffen. Durch seine freien Entscheidungen mache der Mensch notgedrungen Erfahrungen, die zu Leid bei sich selbst oder anderen fühlenden Wesen führen. Um dieses Leid zu vermeiden, werde der Mensch gewissermaßen durch Erfahrung automatisch gut und letzten Endes zu einem Engel, der zu Gott zurückkehrt. Dieser Entwicklungsprozess dauere zu Gottes Bedauern leider sehr lange, und er könne daran nichts ändern.
In seinem Buch Who Knows? A Study of Religious Consciousness setzt er sich intensiver mit verschiedenen religiösen Fragen auseinander.

## Schriften

### Rätselbücher
- Wie heißt dieses Buch? ISBN 3-528-08436-7 (What is the Name of this Book?), 1981
- Alice im Rätselland. ISBN 3-8105-1808-5 (Alice in Puzzle-Land), 1982
- Dame oder Tiger? ISBN 3-8105-1806-9 (The Lady or the Tiger?), 1982
- Spottdrosseln und Metavögel. ISBN 3-8105-1831-X (To Mock a Mockingbird), 1985
- Logik-Ritter und andere Schurken. ISBN 3-8105-1853-0 (Forever Undecided. A Puzzle Guide to Gödel), 1987
- Satan, Cantor und die Unendlichkeit (Satan, Cantor and Infinity). ISBN 3-7643-2886-X, 1992
- The Riddle of Scheherazade and Other Amazing Puzzles. ISBN 0-15-600606-5, 1997
- King Arthur in Search of His Dog & Other Curious Puzzles. ISBN 978-0-486-47435-9, 2010
- The Gödelian Puzzle Book – Puzzles, Paradoxes & Proofs. ISBN 978-0-486-49705-1, 2013
- The Magic Garden of George B and Other Logic Puzzles. ISBN 978-981-4675-05-5, 2015
- A Mixed Bag: Jokes, Riddles, Puzzles & Memorabilia. ISBN 978-098-6144-57-8, 2016

### Philosophische Bücher
- Das Tao ist Stille. ISBN 3-596-13588-5 (The Tao is Silent), 1977
- Buch ohne Titel. ISBN 3-528-08485-5 (This Book Needs No Title), 1984
- Simplicius und der Baum. ISBN 3-8105-1809-3, 1985
- Who Knows? A Study of Religious Consciousness. ISBN 0-253-21574-9, 2003

### Mathemische Bücher
- Theory of Formal Systems. ISBN 0-691-08047-X, 1961
- First-order Logic. ISBN 0-486-68370-2, 1968
- Gödel’s Incompleteness Theorems. ISBN 0-19-504672-2, 1992
- Diagonalization and Self-Reference. ISBN 0-19-853450-7, 1994
- Set Theory and the Continuum Problem. ISBN 0-19-852395-5, 1996
- A Beginner's Guide to Mathematical Logic. ISBN 0-486-49237-0, 2014
- A Beginner's Further Guide to Mathematical Logic. ISBN 978-981-4730-99-0, 2016

### Bücher mit (Retro-)Schachaufgaben
- Schach mit Sherlock Holmes. 50 spannende Probleme, Ravensburg 1982, ISBN 3-473-43117-6 (The chess mysteries of Sherlock Holmes, 1979)
- Die Schachgeheimnisse des Kalifen. Neue Probleme der Retroanalyse, Ravensburg 1984, ISBN 3-473-43189-3 (The chess mysteries of the Arabian Knights, 1981)

### Autobiographien
- Some Interesting Memories – A Paradoxical Life  ISBN 1-888710-10-1, 2002
- Reflections: The Magic, Music and Mathematics of Raymond Smullyan ISBN 978-981-4644-58-7, 2015

## Belege
1. ↑  Hannah Osborne: Mathematician and puzzle-maker Raymond Smullyan dead at 97. In: International Business Times. 10. Februar 2017, abgerufen am 12. Februar 2017 (englisch).
2. ↑  100 Jahre Logiker, Philosoph und Magier. Abgerufen am 29. Juni 2025.
3. ↑  Raymond Merrill Smullyan (1919-2017) – Find a... Abgerufen am 26. Juli 2025.
4. ↑  Raymond Smullyan im Mathematics Genealogy Project (englisch) .
5. ↑  Raymond Smullyan on Carson, 1982. In: Youtube. 28. Mai 2016, abgerufen am 13. August 2023.
6. ↑  Jim Henle, The Mathematical Intelligencer: The Entertainer. Abgerufen am 26. Juli 2025 (englisch).
7. ↑  Tao Ruspoli: This Film Needs No Title:  A Portrait of Raymond Smullyan. 9. Oktober 2020, abgerufen am 26. Juli 2025.
8. ↑  Tao Ruspoli: This Film Needs No Title:  A Portrait of Raymond Smullyan. 9. Oktober 2020, abgerufen am 27. Dezember 2024.
9. ↑  About Raymond | The Raymond Smullyan Society. Abgerufen am 27. Dezember 2024.

| Personendaten    | Personendaten                                                |
| ---------------- | ------------------------------------------------------------ |
| NAME             | Smullyan, Raymond                                            |
| ALTERNATIVNAMEN  | Smullyan, Raymond Merrill (vollständiger Name)               |
| KURZBESCHREIBUNG | US-amerikanischer Mathematiker, Logiker und Autor            |
| GEBURTSDATUM     | 25. Mai 1919                                                 |
| GEBURTSORT       | Far Rockaway, Long Island, Stadtbezirk Queens, New York City |
| STERBEDATUM      | 6. Februar 2017                                              |
| STERBEORT        | New York City                                                |